# Wadi Tiwi
Wadi Tiwi (arab. ‏وادي طيوي‎, Wādī Ṭīwī) – wadi w Omanie, w Prowincji Południowo-Wschodniej, oddalone o 2 km od Wadi asz-Szabb. Jego długość wynosi 36 km. W jego granicach położone są wioski rolnicze, w których uprawia się głównie bananowce.